# What's Love Got to Do with It
What's Love Got to Do with It (bra: Tina - A Verdadeira História de Tina Turner, ou Tina; prt: Tina - What's Love Got to Do with It) é um filme estadunidense de 1993, do gênero drama biográfico-musical, dirigido por Brian Gibson, com roteiro baseado na autobiografia I, Tina, da cantora pop Tina Turner, escrita por ela e Kurt Loder. 
No elenco principal estão Angela Bassett e Laurence Fishburne, ambos indicadas ao Oscar por sua atuação.

## Sinopse
Tina narra a biografia de Tina Turner, e começa com o conflituoso relacionamento de Tina Turner (Angela Bassett) com seu empresário e marido, Ike (Laurence Fishburne), desde que se conheceram. Juntos, conquistam o sucesso, mas chocam-se na realidade do dia a dia.

## Prêmios e indicações
| Prêmio                   | Categoria                            | Recipiente                                                        | Resultado                   |
| ------------------------ | ------------------------------------ | ----------------------------------------------------------------- | --------------------------- |
| Oscar 1994               | Melhor atriz                         | Angela Bassett                                                    | Indicado                    |
| Oscar 1994               | Melhor ator                          | Laurence Fishburne                                                | Indicado                    |
| Golden Globe Awards 1994 | Melhor atriz - comédia ou musical    | Angela Bassett                                                    | Venceu                      |
| Grammy Awards            | Melhor canção composta para um filme | "I Don't Wanna Fight" (Steve DuBerry, Lulu Lawrie e Billy Lawrie) | Indicado[carece de fontes?] |
| MTV Movie Awards         | Melhor atuação feminina              | Angela Bassett                                                    | Indicado[carece de fontes?] |
| NAACP Image Awards       | Melhor atriz                         | Angela Bassett                                                    | Venceu[carece de fontes?]   |